# アントニオ・ダニエルズ
アントニオ・ロバート・ダニエルズ（Antonio Robert Daniels 1975年3月19日 - ）はオハイオ州コロンバス出身の元プロバスケットボール選手。身長193cm。体重88kgのコンボガードプレーヤー。

## 経歴
ボーリング・グリーン州立大学を卒業後、1997年のNBAドラフトの1巡目全体4位でバンクーバー・グリズリーズ（現メンフィス・グリズリーズ）に指名されて入団した。1998/1999年シーズンにはサンアントニオ・スパーズに移籍してNBAファイナル優勝を味わった。その後、ポートランド・トレイルブレイザーズ、シアトル・スーパーソニックスを経て2005年よりワシントン・ウィザーズでプレイしている。2008年にメンフィス・グリズリーズとの三角トレードでニューオーリンズ・ホーネッツに移籍。2009年にはトレードでミネソタ・ティンバーウルブズへ移籍した。
アレン・アイバーソンに出し抜かれたことでも有名。

## 成績
NBA通算、872試合出場、6,623得点、1,613リバウンド、2,934アシスト、564スティール